# Gobierno Kemmerich
El Gobierno de Thomas Kemmerich ejerció el poder ejecutivo de Turingia, a partir del 5 de febrero de 2020 hasta el 4 de marzo de 2020. Encabezado por el político Thomas Kemmerich, el gobierno estuvo integrado únicamente por el ministro Presidente del FDP junto a los secretarios de estado del gobierno anterior debido a su debilidad política y al gran escándalo político que fue su elección como líder del ejecutivo regional.

## Mandato
Este gobierno estuvo dirigido por el ministro presidente liberal Thomas Kemmerich. Estuvo formado y apoyado por únicamente el partido del líder del ejecutivo (FDP) que contaba solamente con 5 escaños en una cámara legislativa de 90 escaños. Fue investido sorpresivamente con el apoyo del partido de extrema derecha AfD y por miembros de la CDU.
Por lo tanto, sucedió al Primer Gobierno Ramelow, formado por La Izquierda, el SPD y B'90/Grüne y fue reemplazado por el Segundo Gobierno Ramelow.

## Formación del Gobierno y Consecuencias
Una carta abierta publicada el 5 de noviembre y firmada por 17 miembros estatales de CDU causó controversia. Aunque la  carta abierta sólo instaba a la CDU regional a mantener negociaciones con todos los partidos electos en el Parlamento antes de descartar alianzas, fue criticada por miembros de la CDU nacional y de otros Estados federados, que interpretaron esto como un llamado velado a trabajar con AfD. A principios de esa semana, el vicepresidente estatal de la CDU Michael Heym también sugirió explorar una coalición CDU-AfD-FDP.
El ministro-presidente Ramelow invitó al líder de la CDU, Mohring, a discutir formalmente durante la semana del 4 de noviembre, pero luego retiró la invitación el 9 de noviembre alegando que Mohring había violado la discreción al publicar mensajes de texto enviados entre ellos. Al mismo tiempo, el secretario general estatal de la CDU, Raymond Walk, reiteró el rechazo de su partido a cualquier asociación con La Izquierda.
Después del colapso de las negociaciones de coalición, Ramelow anunció su intención de continuar liderando un gobierno minoritario rojo-rojo-verde. En la apertura del parlamento el 5 de febrero de 2020, Ramelow se presentó a las elecciones, mientras que AfD nominó al alcalde local independiente Christoph Kindervater. El proceso de elección involucra dos votaciones secretas en las cuales un candidato requiere una mayoría absoluta (46 votos afirmativos) para ser elegido, después de lo cual una tercera y última votación requiere solo una pluralidad. El líder del FDP, Thomas Kemmerich, anunció que se presentaría en esta tercera votación, si fuera necesario. Después de dos votaciones en las que Ramelow recibió 43 y 44 votos a favor, respectivamente, Kemmerich ingresó en la tercera y recibió el apoyo de CDU, FDP y AfD, obteniendo con 45 votos la mayoría necesaria. Esto marcó la primera vez en que un Ministro-Presidente alemán fue elegido con el apoyo de la AfD.
Los partidos de izquierda, así como algunos personeros dentro del FDP nacional, criticaron duramente a la CDU por romper el cordón sanitario que se mantenía con AfD. Mohring declaró que su partido apoyaba a Kemmerich como candidato de compromiso centrista, reiteró que no trabajarían con AfD y pidió a Kemmerich que dejara en claro que AfD no sería invitado a ninguna coalición gobernante, aunque esto también dejaría a Kemmerich sin un bloque parlamentario viable con el cual gobernar. La Izquierda y los Verdes inmediatamente descartaron trabajar con Kemmerich y pidieron nuevas elecciones.
La líder nacional de la CDU, Annegret Kramp-Karrenbauer, también criticó a la CDU estatal por "[actuar] en contra de los deseos" del partido nacional, y planteó la posibilidad de nuevas elecciones como la forma "más limpia" de romper el punto muerto. En una declaración posterior en Twitter, pidió a los legisladores estatales de la CDU que se abstengan de participar en un gabinete de Kemmerich y pidió directamente nuevas elecciones.
El 6 de febrero de 2020 finalmente Kemmerich anunció que renunciaría y convocaría nuevas elecciones. Seguirá siendo primer ministro interino hasta nuevas elecciones. 
De acuerdo con la ley estatal, una moción para disolver el parlamento y convocar elecciones anticipadas requeriría de una mayoría de dos tercios (60 votos); Un voto de confianza en el Ministro-Presidente requeriría 46 votos para aprobar o dar como resultado una nueva elección de Ministro-Presidente en caso de fracaso.
A fines de febrero, la próxima elección del Ministro-Presidente fue programada para el 4 de marzo, y al mismo tiempo se acordó que los ciudadanos con derecho a voto elegirán un nuevo parlamento estatal en abril de 2021.
Luego de sucesivas negociaciones, se estableció que se apoyaría a Bodo Ramelow para Ministro-Presidente, y que él liderará un gobierno interino durante los próximos 13 meses hasta que se celebren las elecciones. Este gobierno comprenderá la misma alianza rojo-rojo-verde que gobernó Turingia desde 2014 hasta febrero de 2020, pero no buscará aprobar un presupuesto antes de las elecciones.

## Gabinete ministerial
Los ministros del gabinete interino de Ramelow dejaron sus cargos cuando Kemmerich asumió el puesto. Como Kemmerich no nombró nuevos ministros, se convirtió en el único miembro del gobierno estatal. Los ministerios quedaron a cargo, de forma interina, de los secretarios de Estado designados bajo el gobierno de Ramelow; no se celebraron reuniones de gabinete.
No se designaron miembros para el Consejo Federal, por lo que ningún representante de Turingia estuvo presente en sus reuniones.
Según los constitucionalistas Michael Meier y Robert Wille, investigadores asociados de la Universidad de Potsdam, y Matthias Friehe, profesor de Derecho Constitucional y Administrativo en la Universidad EBS, los ministros del gobierno de Ramelow seguían, desde el punto de vista jurídico, en funciones de manera interina. Esto se debe a que la constitución del estado de Turingia establece que los ministros continúan desempeñando sus funciones hasta que sus sucesores tomen posesión del cargo.
     Partido Democrático Libre     La Izquierda Interinamente     Partido Socialdemócrata de Alemania Interinamente     Alianza 90/Los Verdes Interinamente

### Ministro Presidente de Turingia
| Fotografía | Ministro Presidente | Período              | Período            | Partido | Partido |
| Fotografía | Ministro Presidente | Inicio               | Fin                | Partido | Partido |
| ---------- | ------------------- | -------------------- | ------------------ | ------- | ------- |
|            | Thomas Kemmerich    | 5 de febrero de 2020 | 4 de marzo de 2020 |         |         |

### Ministros Interinos de Turingia
| Ministerio                                            | Fotografía | Titular             | Período              | Período            | Partido | Partido |
| Ministerio                                            | Fotografía | Titular             | Inicio               | Fin                | Partido | Partido |
| ----------------------------------------------------- | ---------- | ------------------- | -------------------- | ------------------ | ------- | ------- |
| Economía, Ciencia y Sociedad Digital                  |            | Valentina Kerst     | 5 de febrero de 2020 | 4 de marzo de 2020 |         |         |
| Educación, Juventud y Deporte                         |            | Gabi Ohler          | 5 de febrero de 2020 | 4 de marzo de 2020 |         |         |
| Finanzas                                              |            | Hartmut Schubert    | 5 de febrero de 2020 | 4 de marzo de 2020 |         |         |
| Infraestructura y Agricultura                         |            | Klaus Sühl          | 5 de febrero de 2020 | 4 de marzo de 2020 |         |         |
| Interior y de la Administración Local                 |            | Uwe Höhn            | 5 de febrero de 2020 | 4 de marzo de 2020 |         |         |
| Medio Ambiente, Energía y Protección de la Naturaleza |            | Olaf Möller         | 5 de febrero de 2020 | 4 de marzo de 2020 |         |         |
| Migración, Justicia y Protección del Consumidor       |            | Sebastian von Ammon | 5 de febrero de 2020 | 4 de marzo de 2020 |         |         |
| Trabajo, Asuntos Sociales, Salud, Mujer y Familia     |            | Ines Feierabend     | 5 de febrero de 2020 | 4 de marzo de 2020 |         |         |